# Ceratina paulyi
Ceratina paulyi là một loài Hymenoptera trong họ Apidae. Loài này được Daly mô tả khoa học năm 1988.